# École spéciale des travaux publics, du bâtiment et de l’industrie
École spéciale des travaux publics, du bâtiment et de l'industrie (ESTP) jest prywatną i non-profit szkołą inżynierską (grande école) specjalizującą się wyłącznie w budownictwie. Od 2011 roku na 6-hektarowym kampusie Cachan na południowych przedmieściach Paryża odbywają się szkolenia face-to-face, a od 2012 roku szkolenia dla dorosłych na Rue Charras w 9. dzielnicy Paryża. Od 2017 roku istnieje również oddział w Troyes.
ESTP została założona w 1891 roku przez Léon Eyrolles i została oficjalnie uznana przez państwo w 1921 roku.

## Znani absolwenci
- Nicolas Grunitzky, togijski polityk, prezydent kraju w latach 1963–1967. Wcześniej szef rządu Togo
- Gilles Tonelli, monakijski inżynier, polityk i dyplomata